# John Thorrington
John Gerard Thorrington (17 de octubre de 1979, Johannesburgo, Sudáfrica) es un exjugador estadounidense de fútbol.

## Trayectoria
En 1997, cuando tenía 17 años, jugó en las categorías inferiores del Manchester United. En 1999 fue traspasado al Bayer Leverkusen, donde no jugó ningún partido oficial. Luego hizo unas pruebas con el Bolton Wanderers, y finalmente fichó por el Huddersfield Town, donde hizo su primera aparición oficial. Posteriormente, en 2004 fichó por el club inglés Gimbsy Town. El año siguiente firmó por el Chicago Fire donde jugó a 2012. En 2011 paso por el Vancouver Whitecaps hasta 2012 y por el D.C. United en 2013. El escaso número de partidos que ha jugado se debe a que sufre continuas lesiones en sus piernas.

## Selección nacional
En 2001 hizo su primera aparición con la selección estadounidense y jugando 4 partidos hasta 2008.

## Clubes
| Club                | País           | Año       |
| ------------------- | -------------- | --------- |
| Huddersfield Town   | Inglaterra     | 2001-2003 |
| Grimsby Town        | Inglaterra     | 2004      |
| Chicago Fire        | Estados Unidos | 2005-2010 |
| Vancouver Whitecaps | Canadá         | 2011-2012 |
| D.C. United         | Estados Unidos | 2013      |

## Palmarés

### Campeonatos nacionales
| Título                   | Club        | País           | Año  |
| ------------------------ | ----------- | -------------- | ---- |
| Lamar Hunt U.S. Open Cup | D.C. United | Estados Unidos | 2013 |